# Lama Giotta
La Lama Giotta è il corso d'acqua effimero più meridionale tra quelli che dall'altopiano delle Murge raggiungono il mare Adriatico sulla costa della città di Bari.

## Morfologia
La lama Giotta ha origine nel territorio del comune di Turi, attraversa i territori di Rutigliano e Noicattaro sfociando sulla costa del comune di Bari nei pressi del quartiere di Torre a Mare.

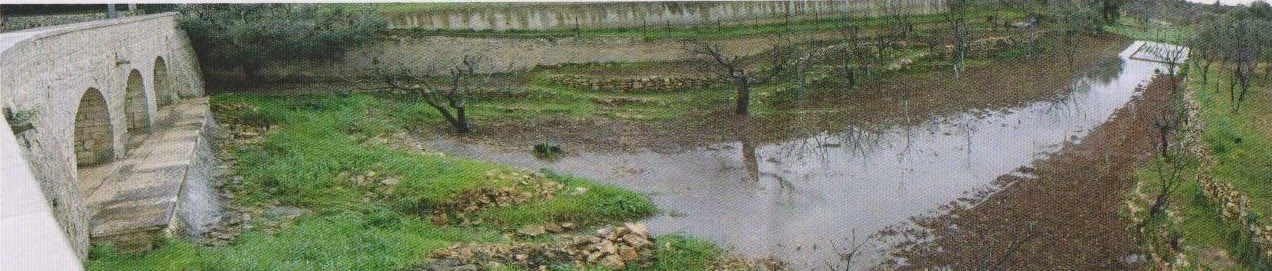
La Lama Giotta in piena in seguito a un nubifragio.

Dal punto di vista geologico il territorio attraversato dalla Lama Giotta consiste in una formazione di base di calcare di Bari del periodo cretaceo con presenza di formazioni più recenti, che poggiano in trasgressione sul substrato sottostante, di calcarenite del pleistocene.

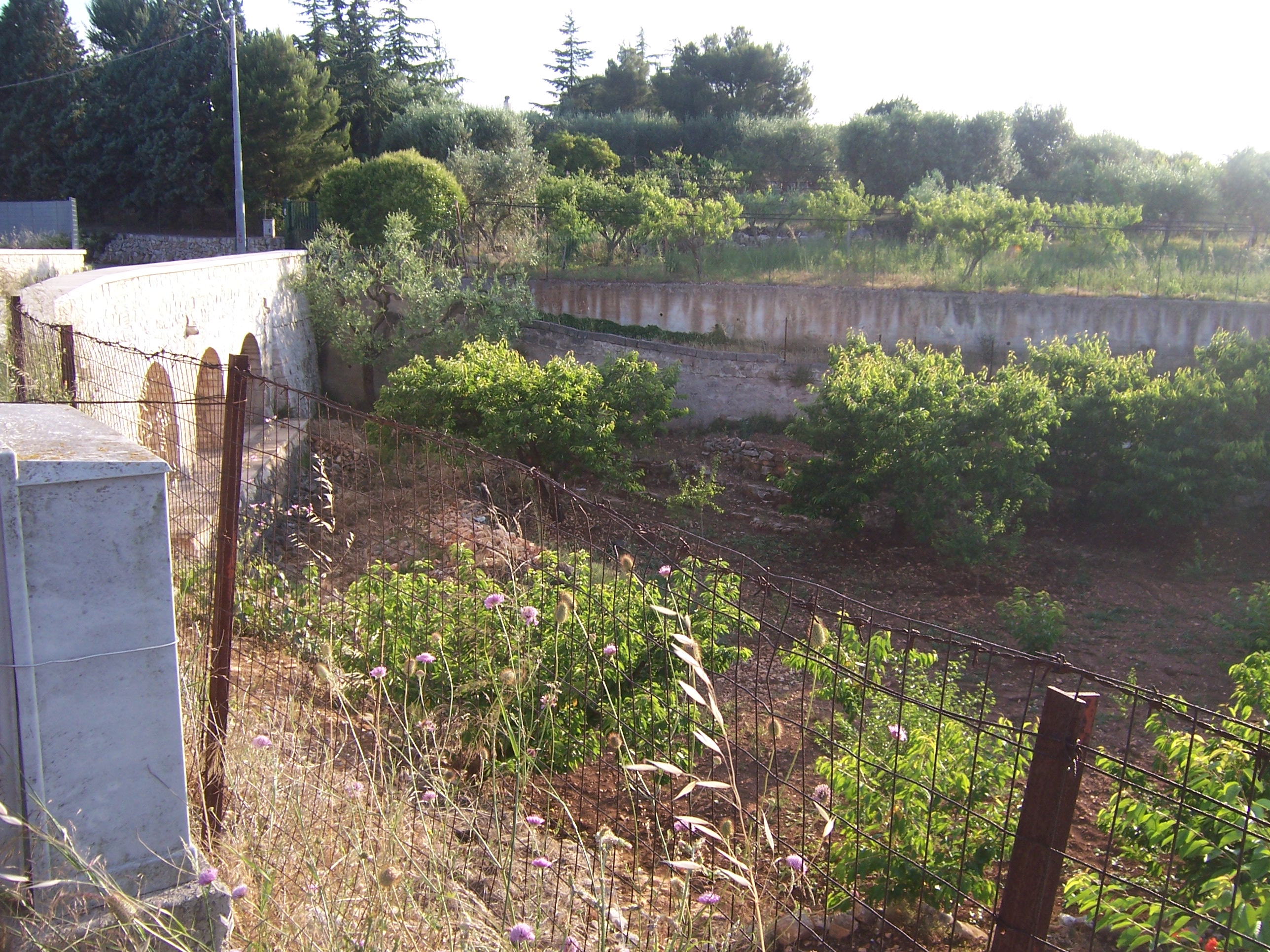
Lama Giotta vista dal ponte a Turi

## Vegetazione
L'ambiente è caratterizzato da due aree con ecosistemi differenti.
Il tratto più a monte vede la prevalenza di vegetazione submediterranea di latifoglie eliofile (in particolare roverella, leccio e fragno).
Il tratto a valle, in prossimità della costa, è caratterizzato dalla tipica macchia mediterranea di sclerofille sempreverdi.
Macchie più o meno estese di tali essenze ricoprono il fondo dell'alvero e le scarpate delle sponde. In alcuni casi boschetti poco estesi ricoprono anche parte del piano campagna circostante.

## Fauna
Le boscaglie ed il sottobosco di Lama Giotta vedono la presenza di numerose specie di uccelli migratori che trovano riparo durante il transito, la nidificazione o lo svernamento.
Sono presenti piccoli mammiferi, rettili e anfibi.

## Antropizzazione
L'ambiente salubre associato alla maggiore presenza di acqua rispetto alla campagna circostante ha determinato una notevole presenza antropica sin dal periodo Neolitico, di cui sono conservate numerose tracce.
In particolare nel 1982, in occasione dei lavori di realizzazione viadotto della SS 16, in prossimità dell'abitato di Torre a Mare, è stata rinvenuta sul fianco in destra della lama la Grotta della tartaruga che prende il nome dai resti di un carapace di tartaruga terrestre rinvenuti all'interno della grotta, in uno degli strati archeologici più antichi.
All'interno della grotta sono stati individuate resti stratificati di presenza umana a partire dal Neolitico dello spessore di circa 2,50 metri.
Le ricerche conseguenti agli scavi archeologici condotti portano a ritenere il luogo come area di culto del periodo neolitico.
Altre testimonianze di insediamenti preistorici sono emerse lungo la costa di Torre a Mare, a poca distanza dalla foce della lama.